# ارژنگ داوودی
ارژنگ داوودی (زاده ۱۸ مهر ۱۳۳۲ در آبادان)، شاعر، معلم، نویسنده و زندانی سیاسی در ایران است.

## زندگی
ارژنگ داوودی در ۱۸ مهر ۱۳۳۲ در آبادان به دنیا آمد. خانه پدری و جد داوودی در شهرستان ایذه در استان خوزستان می‌باشد و بختیاری تبار هستند؛ وی تحصیلاتش را در آبادان گذراند و مدرک دیپلم دبیرستان را در این شهر گرفت. بعد از اخذ مدرک دیپلم به ایالات متحده آمریکا برای ادامه تحصیلات مهاجرت کرد و موفق به اخذ مدرک لیسانس در رشته «مهندسی مکانیک» از دانشگاه تگزاس شد، سپس مدرک فوق لیسانس مدیریت صنعتی را نیز از همین دانشگاه کسب کرد.

## بازداشت و زندان
ارژنگ داوودی آبانماه ۱۳۸۲ در اطراف دانشگاه تهران دستگیر شد. اتهامات اصلی وی، راه‌اندازی و تأسیس «جنبش آزادی ایرانیان» و «کنفدراسیون دانشجویان ایرانی» است، هرچند اتهامات دیگری همچون نوشتن «مانیفست ضد نظام جمهوری اسلامی»، توهین به رهبری و بنیان‌گذار جمهوری اسلامی و مسئولان نظام و روحانیون، توهین به مقدسات و همکاری با خبرنگار کانادایی «جین کوکان» برای ساخت فیلم مستند «ایران ممنوع» نیز در پرونده ارژنگ داودی وجود داشت.
در فیلم مستند «ایران ممنوع»، سعید مرتضوی، دادستان پیشین تهران و رئیس سازمان تأمین اجتماعی، به قتل زهرا کاظمی خبرنگار ایرانی – کانادایی در سال ۸۲ متهم شد.
این اتهامات ۱۵ سال زندان، ۷۴ ضربه شلاق و ۵ سال محرومیت از حقوق اجتماعی برای ارژنگ داودی به همراه داشت.
داوودی در بیش از ۱۴ ساله گذشته، به زندان‌های مختلفی تبعید شده است، از زندان اوین به زندانی در اهواز، از آنجا به زندان مرکزی بندرعباس و سپس به زندان گوهردشت کرج و از آنجا به زندان زابل تبعید شد.
آن طور که ارژنگ داودی در یکی از نامه‌هایش می‌نویسد، در سال ۸۶ خانه‌اش با تمام وسایل مهر و موم شد و خودروی شخصی اش توقیف شده است.
ارژنگ داودی در مدتی که در زندان‌های مختلف دوره محکومیت خود را می‌گذراند بارها در اعتراض به وضعیت زندان، رفتار زندانبانان و اوضاع سیاسی- اجتماعی ایران اعتصاب غذا کرده است.
به نوشته وب سایتی که خبرهای مربوط به ارژنگ داودی را منتشر می‌کند، «شکنجه و آثار ناشی از تحمل هشت سال حبس، بخشی از بینایی و شنوایی این زندانی سیاسی را از بین برده است».
او مدتی در یکی از بندهای زندان گوهردشت کرج در کنار مجرمان عادی زندانی دوره محکومیت خود را گذراند و در عین حال به صورت متناوب به بندهای امنیتی زندان و سلول‌های انفرادی انتقال یافته است.
به گزارش منابع حقوق بشری در این سال‌ها، خانواده ارژنگ داودی نیز تحت فشار و در معرض تهدیدهای مأموران امنیتی و اطلاعاتی بوده‌اند.
ارژنگ داوودی در شهریور ماه ۸۹ پس از گذشت بیش از دو ماه از اعتصاب غذا در حالی که به سختی قادر به تکلم و گشودن پلک‌هایش است به بهداری زندان رجایی شهر منتقل شد و به حالت کما فرورفت.
به گزارش کمیته گزارشگران حقوق بشر، با وجود شرایط به شدت نامناسب ارژنگ داودی در بهداری زندان رجایی شهر، وی تحت فشار قرار گرفت تا فرمی را امضاء کند که مسئولیت عواقب ادامه اعتصاب غذا را به عهده وی قرار می‌دهد. او با تأکید بر ادامه اعتصاب تا رسیدن به تمام خواسته‌هایشان از امضای این فرم خودداری کرد.
ارژنگ داوودی مدتی در اعتراض به قطع تلفن‌ها و عدم رسیدگی به شکایت‌اش از علی حاج کاظم رئیس زندان رجایی شهر، به اعتصاب غذا دست زد. در آن زمان این زندانی سیاسی عنوان کرد در صورتی که برای باز پس‌گیری منزل و جلوگیری از آوارگی خانواده اش به شکایتش رسیدگی نشود به مراجع بین‌المللی شکایت خواهد کرد.
گفتنی است که منزل ارژنگ داوودی از سوی قوه قضاییه با حکم قاضی وقت پرونده، قاضی حداد، مصادره و به فروش رسیده است. همسر ارژنگ داوودی چندی پیش در مصاحبه با رادیو فردا در رابطه با این مسئله گفته بود که "منزل ما هم محل سکونت بود و هم مدرسه. مدرسه‌ای که مجتمع فرهنگی و آموزشی "پرتو حکمت" در آن قرار داشت و محل تحصیل دانش آموزان بود، که پلمب شد."
منصور اسانلو، رسول بداقی و حشمت‌الله طبرزدی در بیانه‌ای ضمن اشاره به اعتصاب غذای ۴۹ روزهٔ این زندانی سیاسی وضعیت جسمانی وی را نگران‌کننده خوانده و افزودند که: «این در حالیست که خواسته‌های این زندانی سیاسی حداقلی و اجابت آن آسان اما ضروری است». در این بیانیه که در سایت کمیته دانشجویی دفاع از زندانیان سیاسی به چاپ رسیده است تأکید شده که مسئولان تاکنون نسبت به خواسته‌های ارژنگ داودی توجهی نشان نداده‌اند. وکیل ارژنگ داودی، محمدعلی دادخواه، در اردیبهشت ۱۳۹۱، هنگامی که در شعبهٔ ۱۵ دادگاه انقلاب اسلامی برای دفاع از موکل خود، حاضر شده بود دستگیر شد.

## حکم اعدام
در تیر ۱۳۹۳، اخباری مبنی بر صدور حکم اعدام برای ارژنگ داوودی از سوی شعبه یک دادگاه انقلاب اسلامی کرج، منتشر شد. این حکم از جانب قاضی آصف‌الحسینی، رئیس این دادگاه به وکیل داوودی ابلاغ شده است؛ در حالی که وی اتهام محاربه را تکذیب نموده است.

## تبعید به زندان زابل
روز شنبه سوم مهرماه ۱۳۹۵ ارژنگ داوودی، از زندان رجایی شهر کرج به زندان زابل تبعید شد. در این انتقال مأموران حفاظت زندان مرکزی زابل از تحویل دادن برخی وسایل این زندانی سالخورده ممانعت به عمل آورده‌اند. وی همچنان از حق مرخصی محروم می‌باشد.

## پیام از زندان در مورد انتخابات
ارژنگ داوودی که در زندان زابل در تبعید به سر می‌برد در تاریخ ۲۸ اردیبهشت ۱۳۹۶ طی پیامی یک روز قبل از انتخابات ریاست جمهوری ایران گفت: «من یک زندانی در ایران هستم، انتخابات ریاست جمهوری فردا ساختگی است.»
وی گفت: «هیچ انتخابات ایرانی طی ۱۰۰ سال گذشته آزاد نبوده است و فردا هم هیچ فرقی نخواهد کرد، با کاندیداهای دستچین شده توسط مقام رهبری و همدستان او در یک تئاتر بی‌رحمانه تغییر ظاهر به عنوان انتخابات… همه می‌دانند که دو بازیکن اصلی روحانی و یک ملای دیگر، رئیسی می‌باشند… به ایران امروز فکر کنید که یک زندان بزرگ است که توسط سناریو پلیس خوب و بد انباشته شده است. روحانی از دیالوگ، خردمندی و مدرنیست صحبت می‌کند و با یک خنده جلوی دوربینها ظاهر می‌شود و دست کشورهای غربی را می‌فشارد. اما در داخل، او مشکلات اقتصادی یا تعداد مردمی که به چوبه دار می‌روند را رو به کاهش جلوه می‌دهد. رئیسی یک تندرو گماشته شده است. او بخاطر معماری کردن قتل‌عام ۱۹۸۸ بدنام است که در آن طبق برآورد گروه‌های حقوق بشری، بیش از ۳۰٬۰۰۰ زندانی سیاسی، که اکثراً فعالان مجاهد خلق بوده‌اند، طی چند ماه کشته شده‌اند. آن‌ها به سادگی برای حفظ عقاید سیاسی خودشان و همچنین این واقعیت که خیلی از آن‌ها زمان داده شده برای زندان کشیدن خودشان را تمام کرده بودند، کشته شدند…
در پایان روز، پیروز انتخابات بی‌معنی می‌باشد، آن‌ها مدیون ولایت فقیه هستند که همان‌طور که همیشه بوده، بی رحم و سرکوب گر هست. در واقع، از ”رأی ”هیچ چیز به دست نخواهد آمد زیرا دموکراسی واقعی هیچ‌وقت در کشور نبوده است.»

## آزادی از زندان
ارژنگ داوودی پس از تحمل ۲۰ سال حبس در ۱۳ اسفند ۱۴۰۱ از زندان رجایی شهر کرج آزاد شد و با استقبال مردم شهر ایذه مواجه شد. این در حالی است که در زمان آزادی ۷۰ سال سن دارد و تاکنون حتی یک روز هم به مرخصی اعزام نشده بود.

### بازداشت مجدد
در روز چهارشنبه ۱۷ اسفند ۱۴۰۱، ارژنگ داوودی که برای اعتراض به منطقه پاستور تهران رفته بود، توسط پلیس امنیت دستگیر شد.

### آزادی مجدد
در روز ۶ فروردین ۱۴۰۲ او از بازداشت پلیس امنیت آزاد شد.